# Expédition de Cherchell (1516)
Batailles
inconnues
L’expédition de Cherchell est une opération militaire menée conjointement par Sidi Ahmed ou el Kadhi et Arudj Barberousse sur Cherchell avec une armée de 5 000 Kabyles et 800 Ottomans pour destituer un corsaire nommé Kara Hassan qui avait fondé une petite principauté indépendante dans cette région.
En 1516, les habitants d'Alger demandèrent au Frères Barberousse de les libérer du tribut fixé par les Espagnols. Arudj part avec son allié el Kadhi et une armée composée de 800 soldats ottomans et de 5 000 contingents kabyles,. Mais avant d'aller directement à Alger, ils se rendirent d'abord à Cherchell où l'un de ses anciens lieutenants, nommé Kara Hassan, avait fondé une petite principauté,. Arudj ne veut pas laisser son flanc sans défense, il s'empare de la ville, met à mort son souverain et laisse une petite garnison,.
À la suite de la prise de Cherchell, Arudj et son allié el Kadhi marchent sur Alger et s'emparent de la ville,.